# Villers-le-Sec (Mosa)
Villers-le-Sec è un comune francese di 133 abitanti situato nel dipartimento della Mosa nella regione del Grand Est.

## Società

### Evoluzione demografica
Abitanti censiti